# Karl Michel (Brauer)

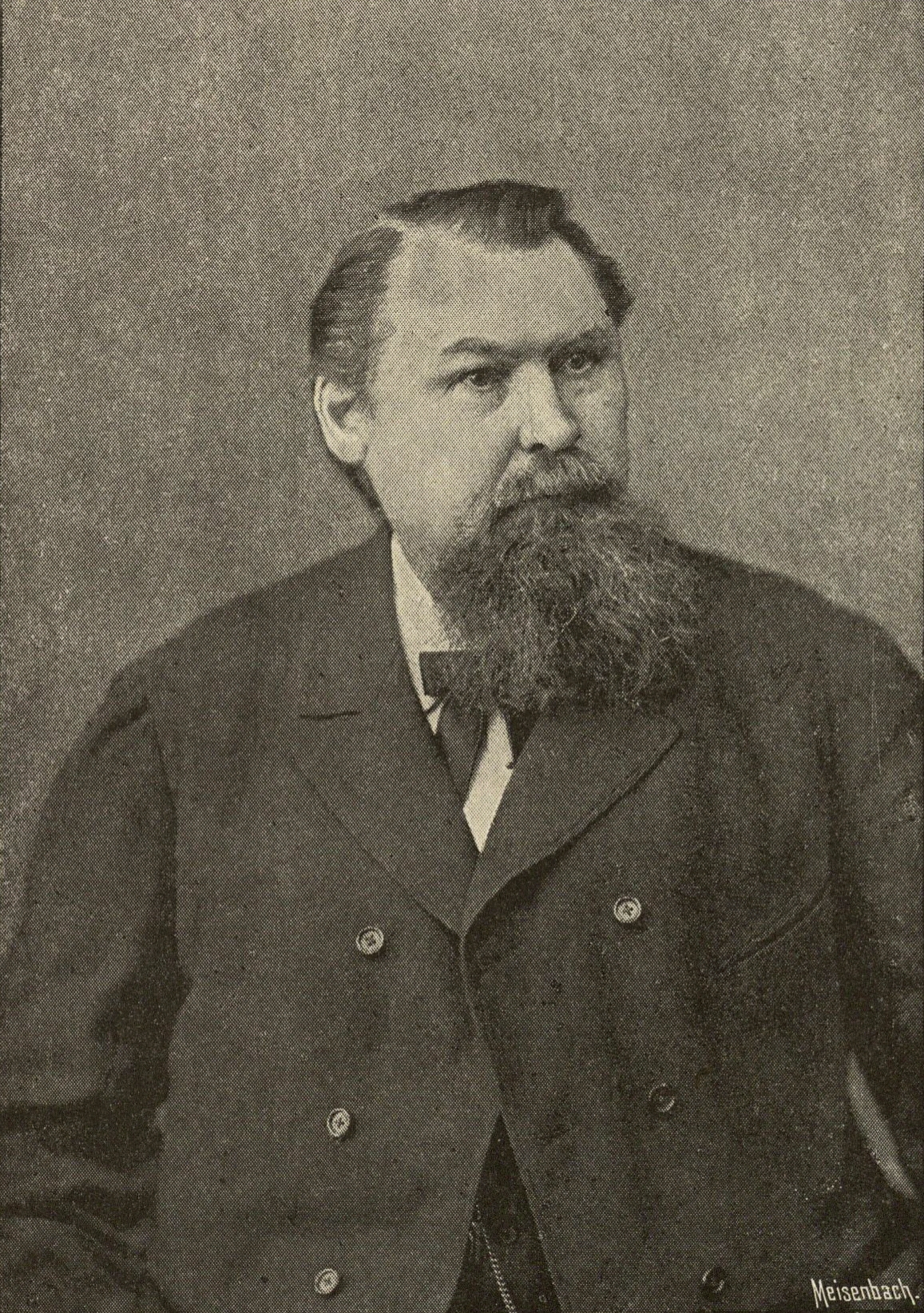
Karl Michel (1893)

Karl Michel (* 17. November 1836 in Weißenburg am Sand; † 4. Januar 1922 in München) war ein deutscher Bierbrauer.

## Leben
1869 gründete Michel in Augsburg die Michel’sche Brau-Lehranstalt, die als eine der ersten Brauerschulen gilt; sie befand sich zwischen 1877 und 1881 im heutigen Gebäude Gögginger Straße 90. Danach zog Michel nach München, wo er die Tätigkeit der Anstalt als Privatinstitut fortsetzte.
In seiner Zeit in München soll Michel auch Direktor der ersten Münchener Brauerschule und der Akademie für Brauer gewesen sein.

## Werke
- Beiträge zur Entwicklungsgeschichte der Bierbrauerei. Herausgegeben von Karl Michel. München: Michel’sche Braulehranstalt.
- Der praktische Bierbrauer: ein Hilfsbuch und Leitfaden zur Ausübung der Malz und Bierbereitung. Stuttgart 1897.
- Betriebs-Kontrolle für Brauerei und Mälzerei, 2. wesentl bearb. und verm. Auflage. Mannheim 1898.
- Geschichte des Bieres von der ältesten Zeit bis zum Jahre 1899: mit Einschluß der einschlägigen Gesetze wie: Malzaufschlag, Bestimmung der Gewerbefreiheit, Ausschank-Gerechtsamkeit, Auszug aus dem Nahrungsmittelgesetz, gesetzliche Bestimmung für Bieruntersuchung,... . Augsburg 1899.
- Lehrbuch der Bierbrauerei nach eigenen Erfahrungen unter Zugrundelegung der neuesten Theorien mit besonderer Berücksichtigung der pneumatischen Mälzerei der Dampfkochung, der Vacuumgährung und der Hefereinzucht mit eingehender Beschreibung dieser Einrichtungen und der Apparate bearbeitet von Carl Michel, 3. vollständig umgearb. Aufl. Augsburg 1901.
- Manual für den Practischen Brauerei-Betrieb, 2. Aufl. Augsburg 1886.
- Manual für den Practischen Brauerei-Betrieb, 4. Aufl. Augsburg 1901.
- Beiträge zur Entwicklungsgeschichte der Bierbrauerei, eine Darstellung in Wort und Bild über die Einführung und Anwendung der Wissenschaft in den Gewerben unter besonderer Berücksichtigung der wichtigsten Vorgänge im Braugewerbe von ältester bis jüngster Zeit ; mit einer Sammlung von Porträten nebst Biographien der bekanntesten Vertreter der Physik, Chemie und Botanik, welche sich um die Brauwissenschaft verdient machten, sowie derjenigen Männer, die in der Praxis hervorragendes geleistet haben, Bd.: 1. München 1906.
- Die Behandlung des Bieres in Fass und Flaschen vor und während des Ausschankes mit specieller Berücksichtigung der Herstellung obergähriger Fass- und Flaschenbiere. München 1902.
- Beiträge zur Entwicklungsgeschichte der Bierbrauerei, eine Darstellung in Wort und Bild über die Einführung und Anwendung der Wissenschaft in den Gewerben unter besonderer Berücksichtigung der wichtigsten Vorgänge im Braugewerbe von ältester bis jüngster Zeit ; mit einer Sammlung von Porträten nebst Biographien der bekanntesten Vertreter der Physik, Chemie und Botanik, welche sich um die Brauwissenschaft verdient machten, sowie derjenigen Männer, die in der Praxis hervorragendes geleistet haben, Bd.: 2. München 1907.
- Beiträge zur Entwicklungsgeschichte der Bierbrauerei, eine Darstellung in Wort und Bild über die Einführung und Anwendung der Wissenschaft in den Gewerben unter besonderer Berücksichtigung der wichtigsten Vorgänge im Braugewerbe von ältester bis jüngster Zeit ; mit einer Sammlung von Porträten nebst Biographien der bekanntesten Vertreter der Physik, Chemie und Botanik, welche sich um die Brauwissenschaft verdient machten, sowie derjenigen Männer, die in der Praxis hervorragendes geleistet haben, Bd.: 3. München.
- Die Behandlung des Bieres in Fass und Flaschen vor und während des Ausschankes mit specieller Berücksichtigung der Herstellung obergähriger Fass- und Flaschenbiere: Ergänzung: Erläuterung zum Malzaufschlaggesetz für das Königreich Bayern vom 18. März 1910. München 1910.